# 潔西卡·帕拉托
潔西卡·帕拉托（英語：Jessica Parratto，1994年6月26日—），美國跳水運動員，她代表美國隊參加了日本舉行的2020年夏季奧林匹克運動會，並且在女子雙人10米跳台比賽上獲得銀牌。